# Reserva Nacional "Sofia de Kyiv"
A Reserva Nacional "Sophia of Kyiv" ( em ucraniano: Національний заповідник «Софія Київська» Національний заповідник «Софія Київська» ) é uma reserva nacional histórica que abrange um conunto/complexo de museus em Kiev e Sudak. Seu principal papel é a proteção, manutenção e conservação de alguns dos locais históricos mais preciosos da Ucrânia.

## Lista de locais para referência no complexo

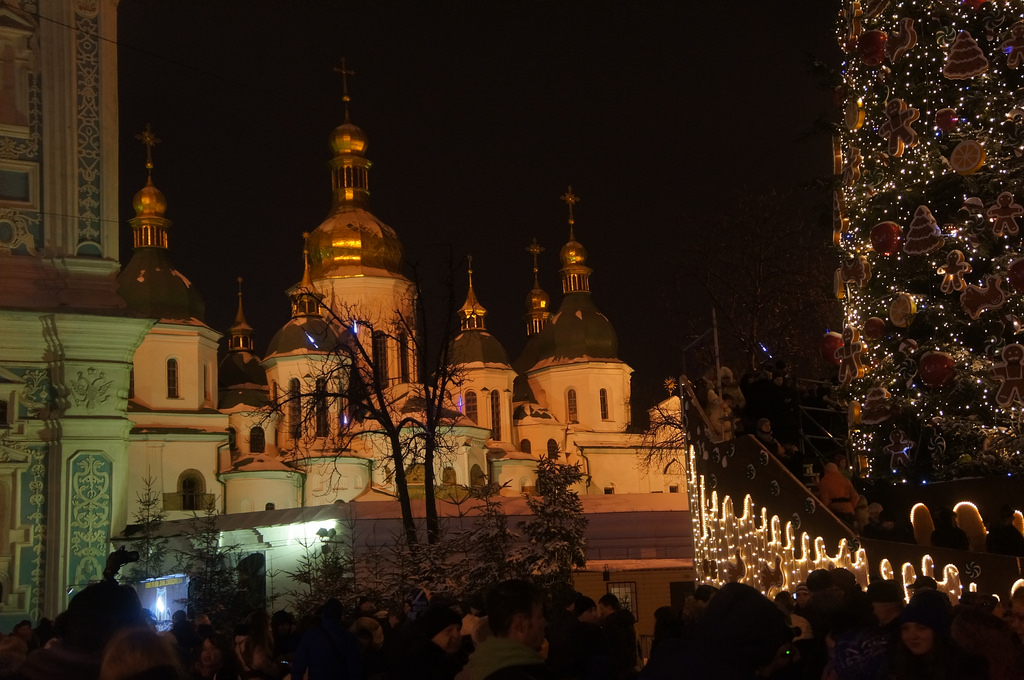
Catedral de Santa Sofia em Kyiv

### Kyiv
- Complexo da Catedral de Santa Sofia, marco principal
- Golden Gates, parte da Sofia de Kiev desde 1983
- O Mosteiro de São Cirilo, criado em 1929, foi transferido para Sofia de Kiev em 1965
- Igreja de Santo André, parte do Patrimônio Histórico Pan-Ucraniano de 1935, foi transferido para a Sofia de Kyiv em 1939 e 1968.

### Crimeia
- A fortaleza de Sudak, criada em 1371-1460, tornou-se parte da Sofia de Kiev em 1958

## História
Em 1934, por decisão das autoridades da Ucrânia Soviética, foi efetuada a criação da Reserva Cultural no mesmo local da Catedral de Santa Sofia. Essa construção provavelmente salvou um dos locais mais sagrados da Europa Oriental do extermínio durante a campanha antirreligiosa em toda a União Soviética, no início da década de 1930. A reserva foi definida no lugar da catedral da Igreja Ortodoxa Autocéfala Ucraniana, que fora dissolvida em 1930. As responsabilidades do museu foram gradualmente ampliadas para outros locais históricos de Kyiv.
Em 1994, recebeu seu status atual de Reserva Nacional.
Ambas as Igrejas (Igreja de Santo André e a Igreja de São Cirilo) estão em atividade atualmente. A primeira igreja pertence à Igreja Ortodoxa Autocéfala Ucraniana, enquanto a outra pertence à Igreja Ortodoxa Ucraniana (Patriarcado de Moscou) e faz parte do revivido Mosteiro de São Cirilo .